# Aristea monticola
Aristea monticola är en irisväxtart som beskrevs av Peter Goldblatt. Aristea monticola ingår i släktet Aristea och familjen irisväxter. Inga underarter finns listade i Catalogue of Life.